# Natalia Paderina
Natalia Paderina (n. 1 noiembrie 1975, Sverdlovsk, RSFS Rusă, URSS) este o trăgătoare de tir ce a reprezentat Rusia, medaliată olimpică. A participat la 3 ediții ale Jocurilor Olimpice (2004, 2008, 2012) în care a câștigat o medalie de argint.